# 教育街 (北京)
39°54′19″N 116°22′19″E / 39.9051834°N 116.3719204°E
教育街是位于北京市西城区中部的一条道路。

## 简介
教育街东起宣武门内大街，西到参政胡同。明清时期，该街称“铁匠营”，俗称“穿堂门”。清朝宣统时期，将学部设在此处，后来中华民国北洋政府时期改设为教育部，所以此街改称“教育部街”。民国十七年（1928年），随着北伐战争结束，北洋政府倒台，教育部撤销，此院改成中国国民党北平市党部，此街遂更名为“市党部街”。1949年以后又改回“教育部街”。1965年北京市整顿地名，去掉“部”字，改名“教育街”。清学部遗存暨北洋政府教育部办公地今为武警部队招待所，其址原先为清朝敬谨亲王尼堪府，如今大门及后半部分尚存。